# Xian de Zitong

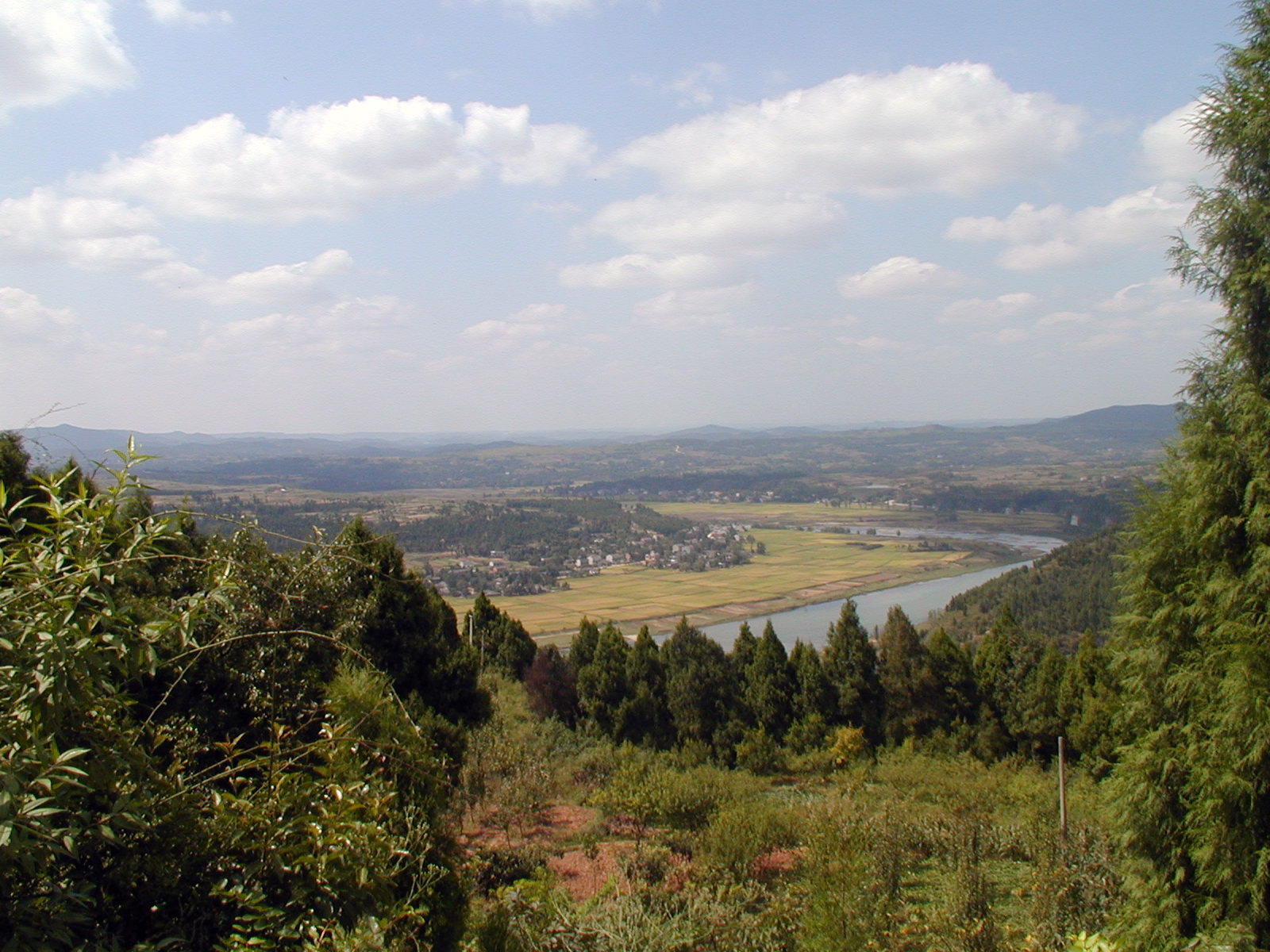
Panorama de Zitong

Le xian de Zitong (梓潼县 ; pinyin : Zǐtóng Xiàn) est un district administratif de la province du Sichuan en Chine. Il est placé sous la juridiction de la ville-préfecture de Mianyang.

## Démographie
La population du district était de 379 118 habitants en 1999.